# Dekanat smorgoński
Dekanat smorgoński – jeden z pięciu dekanatów wchodzących w skład eparchii lidzkiej Egzarchatu Białoruskiego Patriarchatu Moskiewskiego.

## Parafie w dekanacie
- Parafia Ikony Matki Bożej „Wszystkich Strapionych Radość” w Kiewlach
  - Cerkiew Ikony Matki Bożej „Wszystkich Strapionych Radość” w Kiewlach
- Parafia św. Aleksandra Newskiego w Krewie
  - Cerkiew św. Aleksandra Newskiego w Krewie
- Parafia Zwiastowania Najświętszej Maryi Panny w Racewiczach
  - Cerkiew Zwiastowania Najświętszej Maryi Panny w Racewiczach
- Parafia Ikony Matki Bożej „W Żałobie i Smutku Pocieszenie” w Smorgoniach
  - Cerkiew Ikony Matki Bożej „W Żałobie i Smutku Pocieszenie” w Smorgoniach
- Parafia Przemienienia Pańskiego w Smorgoniach
  - Cerkiew Przemienienia Pańskiego w Smorgoniach
- Parafia św. Michała Archanioła w Smorgoniach (wojskowa)
  - Cerkiew św. Michała Archanioła w Smorgoniach (wojskowa)
- Parafia Świętych Męczenników Wileńskich Antoniego, Jana i Eustachego w Smorgoniach
  - Cerkiew Świętych Męczenników Wileńskich Antoniego, Jana i Eustachego w Smorgoniach
- Parafia Świętych Cierpiętników Carskich w Sołach
  - Cerkiew Świętych Cierpiętników Carskich w Sołach
- Parafia Świętej Trójcy w Sukniewiczach
  - Cerkiew Świętej Trójcy w Sukniewiczach
- Parafia Świętych Apostołów Piotra i Pawła w Świetlanach
  - Cerkiew Świętych Apostołów Piotra i Pawła w Rybakach
- Parafia św. Eufrozyny Połockiej w Wiszniewie
  - Cerkiew św. Eufrozyny Połockiej w Wiszniewie
- Parafia Opieki Matki Bożej w Zalesiu
  - Cerkiew Opieki Matki Bożej w Zalesiu
- Parafia Świętych Konstantyna i Heleny w Żodziszkach
  - Cerkiew Świętych Konstantyna i Heleny w Żodziszkach

## Galeria

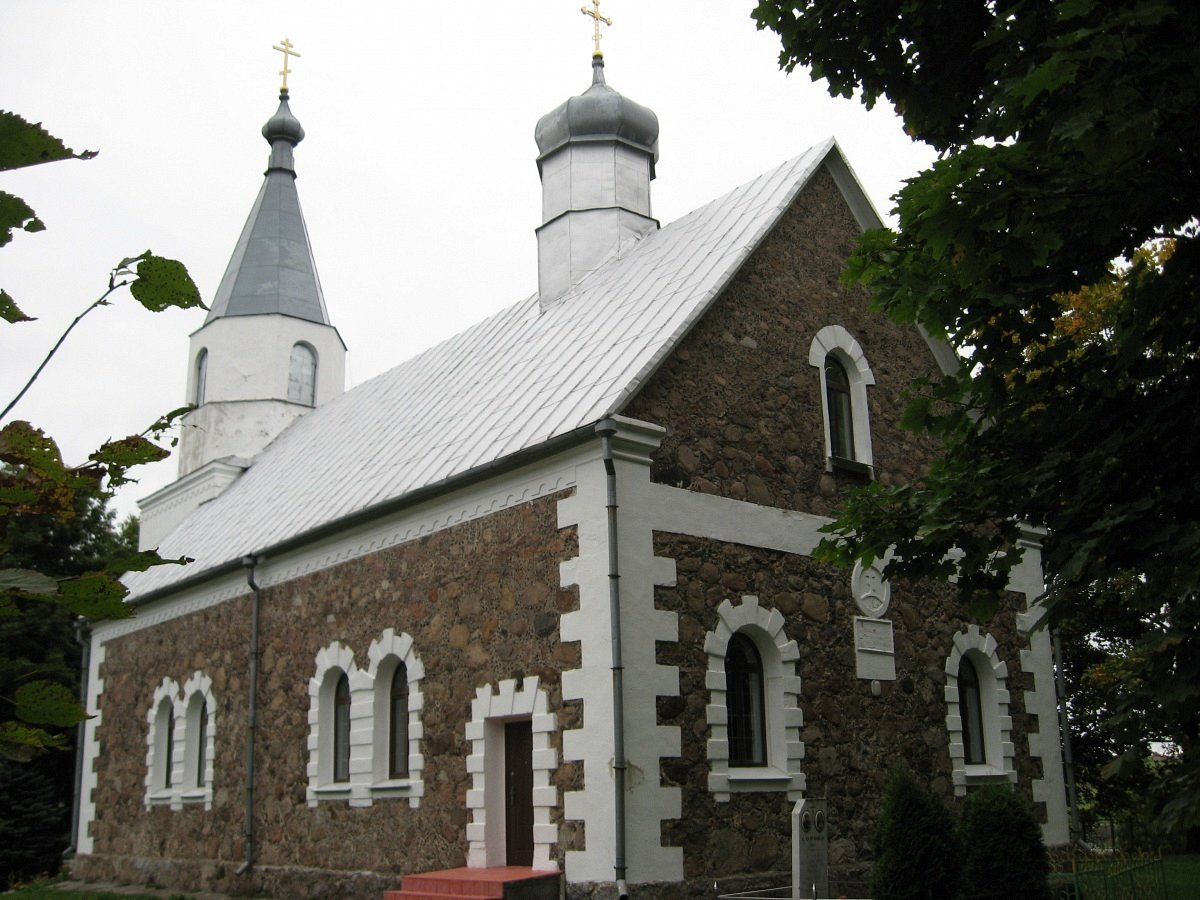
Cerkiew św. Aleksandra Newskiego w Krewie
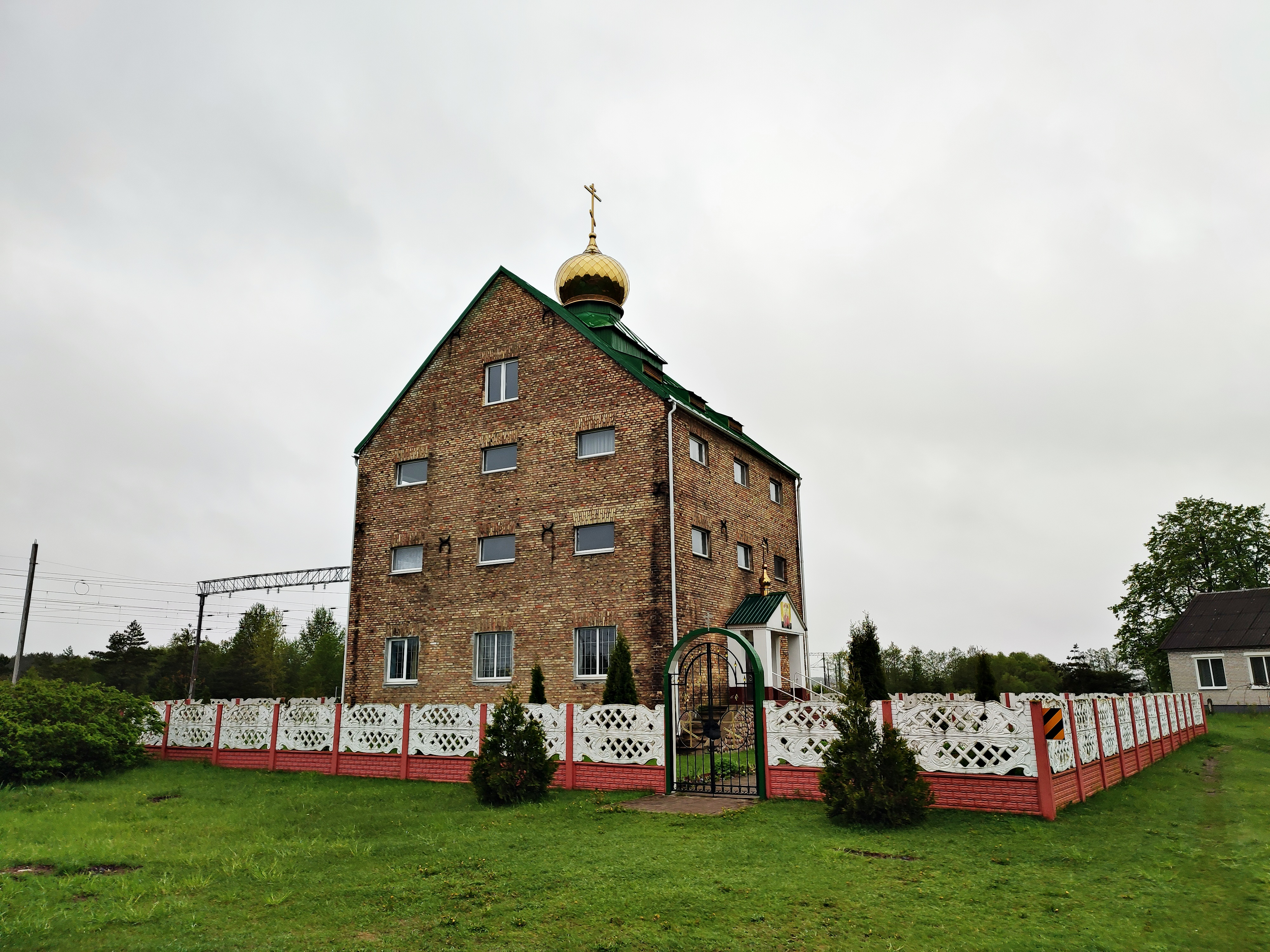
Cerkiew Świętych Cierpiętników Carskich w Sołach
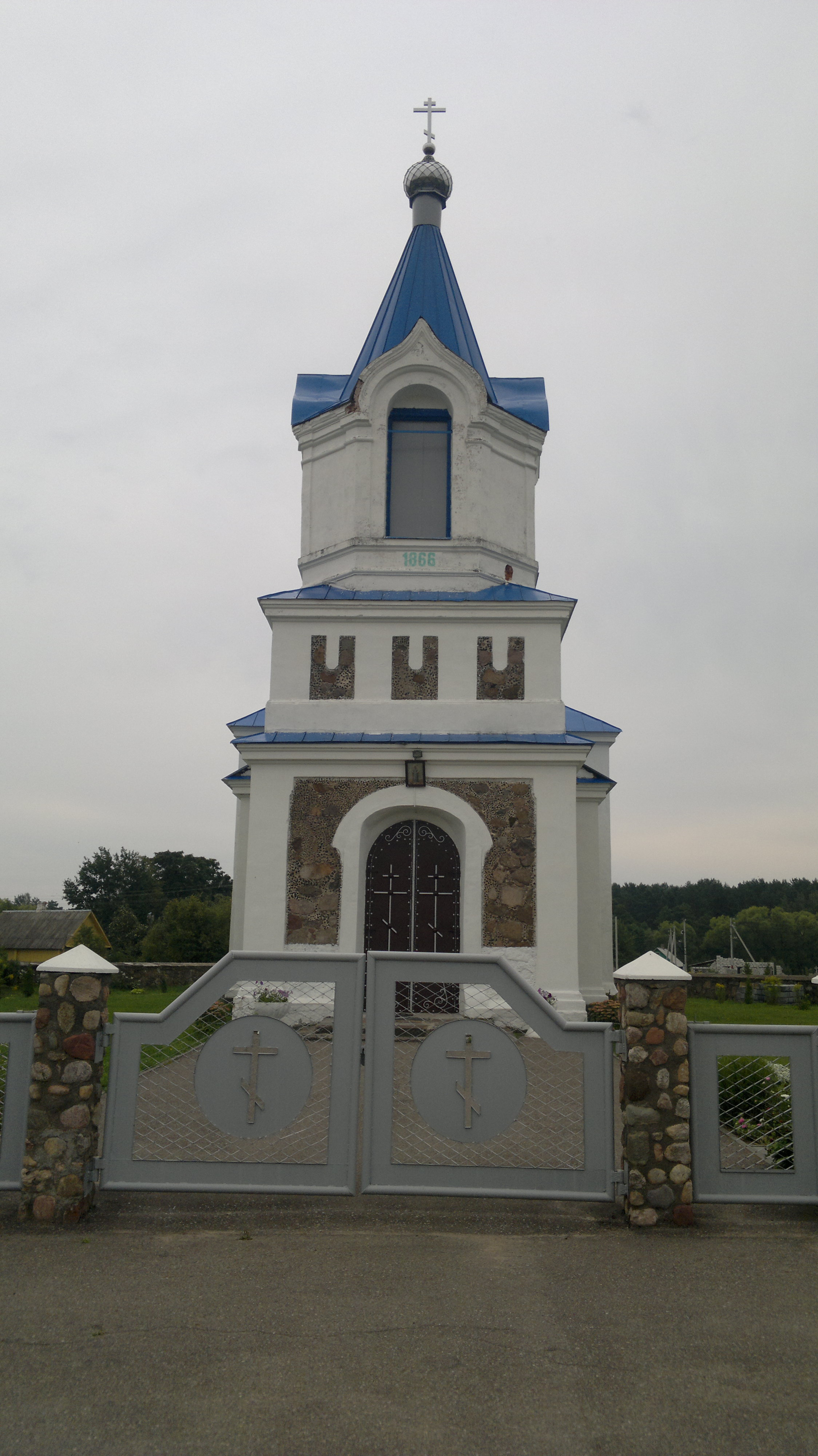
Cerkiew Opieki Matki Bożej w Zalesiu